# Claudia Lüftenegger
Claudia Lüftenegger (* 19. Juli 1976 in Nürnberg) ist eine deutsche Schauspielerin.

## Leben
Nach ihrem Abitur am Heinrich-Schliemann-Gymnasium in Fürth 1996 und ihrer Schauspielausbildung in München und Berlin wurde sie einem breiten Publikum als Prostituierte Lotti in der RTL-Serie Hinter Gittern bekannt. Sie spielte u. a. in weiteren Serien wie Bei aller Liebe und Klinikum Berlin Mitte sowie in Spielfilmen wie Marco Pultkes Verborgen. Außerdem spielte Claudia Lüftenegger in Kurzfilmen von Marc Malze und Manuel Graubner. Am Theater war sie in Singen engagiert und spielte ab 2005 am Landestheater in Eisleben, u. a. als Oma in Edward Albees Der amerikanische Traum, als Knusperhexe in Otfried Preußlers Die kleine Hexe und als Hexe in Goethes Faust I. Danach war sie am Theater der Altmark in Stendal engagiert, wo sie u. a. in Georg Kreislers Heute Abend: Lola Blau, Musical für eine Frau in einer ausdrucksstarken Einzelrolle reüssierte. Seit 2012 gehört sie zum Ensemble des Theaters Vorpommern in Greifswald.